# Arachniodes simulans
Arachniodes simulans är en träjonväxtart som först beskrevs av Ren-Chang Ching, och fick sitt nu gällande namn av Ren-Chang Ching. Arachniodes simulans ingår i släktet Arachniodes och familjen Dryopteridaceae. Inga underarter finns listade.